# Península Bottaro

Mapa de las islas Malvinas, con topónimos en idioma español (pulsar en la imagen para agrandarla).

La península Bottaro se encuentra ubicada en el sudoeste de la isla Soledad, en la costa oriental del estrecho de San Carlos, al sur de puerto Rey, en la zona del Rincón del Fuego. Su extremo septentrional es la punta Peña Blanca.
Esta península se halla en el archipiélago de las islas Malvinas, que según la Organización de las Naciones Unidas (ONU), están en litigio de soberanía entre el Reino Unido, quien la administra como parte del territorio británico de ultramar de las Malvinas, y la Argentina, quien reclama su devolución, y la integra en el departamento Islas del Atlántico Sur de la provincia de Tierra del Fuego, Antártida e Islas del Atlántico Sur.
El nombre de la península recuerda a José Esteban Francisco Bottaro, que falleció en la tragedia del ARA Isla de los Estados durante la guerra de las Malvinas de 1982.